# Monflanquin
Monflanquin è un comune francese di 2 401 abitanti situato nel dipartimento del Lot e Garonna nella regione della Nuova Aquitania.
Il territorio comunale è bagnato dalle acque del fiume Lède.

## Società

### Evoluzione demografica
Abitanti censiti